# Essostrutha binotata
Essostrutha binotata är en skalbaggsart som beskrevs av Bates 1881. Essostrutha binotata ingår i släktet Essostrutha och familjen långhorningar. Inga underarter finns listade i Catalogue of Life.